# دلقک (فیلم ۲۰۱۱)
«دلقک» (پرتغالی: O Palhaço) فیلمی در ژانر کمدی است که در سال ۲۰۱۱ منتشر شد. از بازیگران آن می‌توان به پائولو خوزه و سلتون ملو اشاره کرد.